# Pseudocheirodon arnoldi
Pseudocheirodon arnoldi és una espècie de peix de la família dels caràcids i de l'ordre dels caraciformes.

## Morfologia
- Els mascles poden assolir 4,3 cm de llargària total.[5]

## Hàbitat
Viu en zones de clima tropical.

## Distribució geogràfica
Es troba a Centreamèrica: rius dels vessants atlàntic i pacífic de Panamà.